# Ariadna na Naxu (Strauss)
Ariadna na Naxu (op. 60), (německy) Ariadne auf Naxos, je opera Richarda Strausse z roku 1912. Libreto na motivy Molièrovy komedie Měšťák šlechticem napsal Hugo von Hofmannsthal. Premiéra proběhla v Královském dvorním divadle ve Stuttgartu 25. října 1912 (dnes Staatstheater Stuttgart). Skladatel později dílo přepracoval a tato druhá verze měla premiéru ve vídeňském Dvorním divadle (k.k. Hof-Operntheater, dnes Vídeňská státní opera) dne 4. října 1916.

## Historie
Dílo mělo být původně scénickou hudbou k inscenaci Molièrovy komedie Měšťák šlechticem. Skladatel se později rozhodl přepracovat jej na operu. Libreto napsal skladatelův přítel, básník a dramatik Hugo von Hofmannsthal. Je zde použit motiv "divadla na divadle", kdy v prologu je připravováno uvedení opery a během vlastní opery je toto dílo provedeno.
Hlavní roli Ariadny zpívala v obou premiérách Maria Jeritza.

### Uvedení v Čechách
Zásluhou hudebního ředitele Nového německého divadla v Praze, Alexandra Zemlinského vidělo pražské publikum české premiéry vždy nejpozději čtvrt roku po premiérách světových (7. prosinec 1912 a leden 1917). V češtině byla opera uvedena poprvé 12. dubna 1940 v Národním divadle v Praze (celkem 5 uvedení), podruhé v roce 1977 ve Smetanově divadle (premiéra 27. ledna 1977, celkem 18 uvedení). V roce 2024 byla opera uvedena v Národním divadle v Praze, premiéra proběhla 19. ledna 2024.

## Osoby
| Primadona / Ariadna | soprán             |
| Tenor / Bacchus     | tenor              |
| Najáda              | soprán             |
| Dryáda              | soprán             |
| Oreáda (Echo)       | soprán             |
| Zerbinetta          | koloraturní soprán |
| Harlekýn            | baryton            |
| Brighella           | tenor              |
| Scaramuccio         | tenor              |
| Truffaldin          | bas                |
| Skladatel           | mezzosoprán        |
| Učitel hudby        | basbaryton         |
| Taneční mistr       | tenor              |
| Důstojník           | tenor              |
| Vlásenkář           | baryton            |
| Lokaj               | bas                |
| Majordomus          | mluvená role       |

## Obsah opery

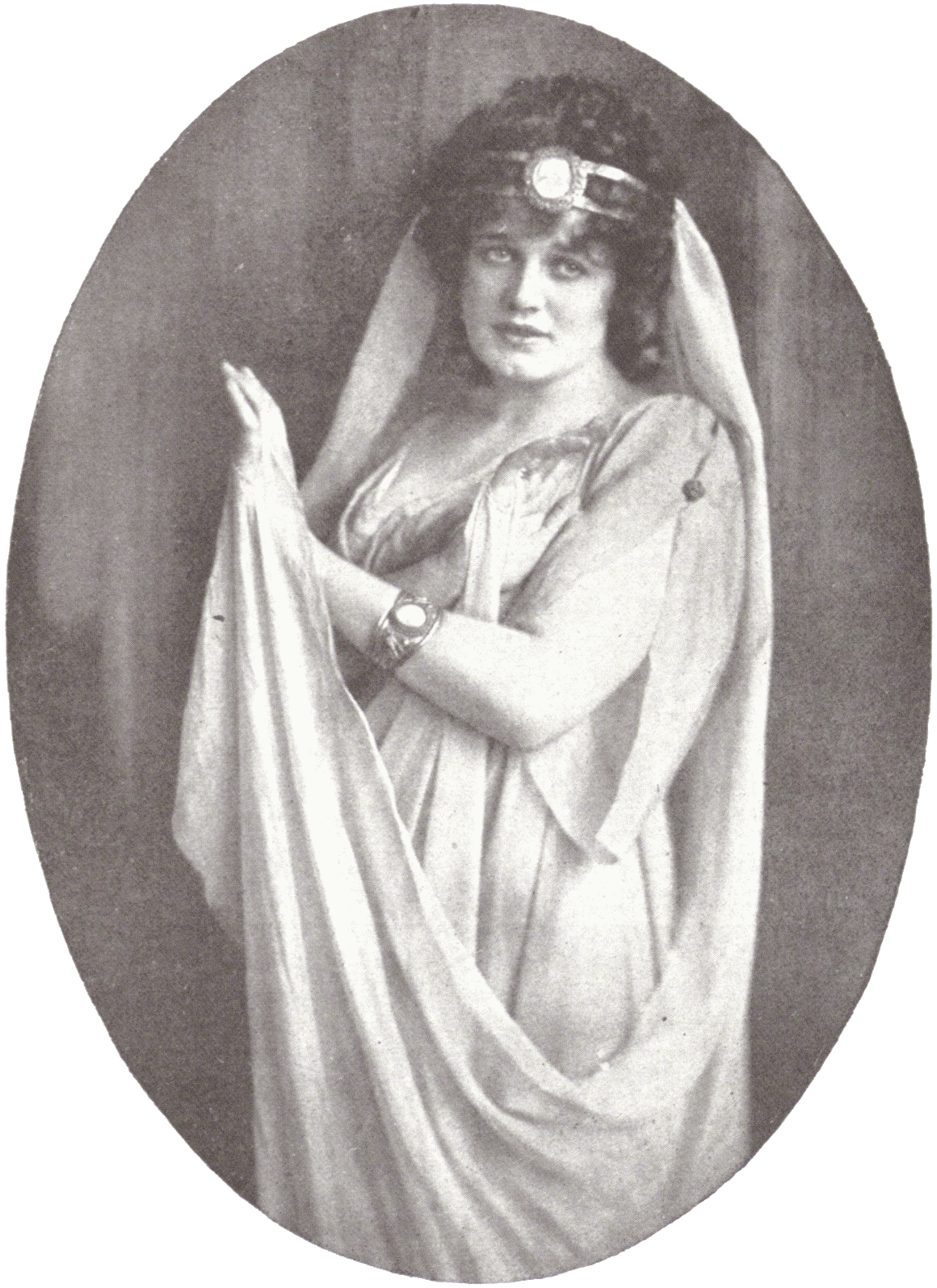
Maria Jeritza jako Ariadna v roce 1917.

### Prolog
V paláci bohatého měšťana.

Bohatý měšťan, který by se rád vyrovnal šlechticům, si objedná u Skladatele operu seria Ariadna na Naxu, která má být uvedena při slavnostní hostině v jeho domě. Současně ale objedná u souboru Commedia dell'arte žertovnou operu buffo Nevěrná Zerbinetta a její milovníci. Když se oba divadelní soubory sejdou v paláci a zjistí, že mají hrát v jeden večer, pustí se do hádek. Přichází Majordomus a oznamuje účinkujícím další rozkaz svého pána: aby se stihl ohňostroj, nebudou se hrát opery jedna po druhé, ale současně. Přes vzájemné hašteření se účinkující pokoušejí najít způsob, jak obě díla skloubit. Zerbinetta vysvětluje svým společníkům, že Ariadna je opera „o princezně, kterou jeden milenec opustil, a druhý ještě nedorazil“. Skladatel se jí snaží vysvětlit, že jde o daleko hlubší vztah, vyjádřený hudbou. Hosté se ale scházejí a je třeba začít s představením.

### Opera
Na pustém mořském břehu ostrova Naxos.

Ariadna leží před jeskyní a stále naříká nad tím, že ji zde Théseus zanechal samotnou. Tři nymfy ji litují, ale nedaří se jim Ariadnu povzbudit. Ta již jen čeká na příchod boha Herma, který ji odvede do podsvětí. Zerbineta v zákulisí je dojata Ariadniným utrpením a rozhodne se ji přivést na jiné myšlenky serenádou a spolu se svými společníky i tancem. Záměr se nezdaří a tak zůstává Zerbinetta s Ariadnou o samotě a snaží se ji přesvědčit, aby se netrápila nad Théseovou zradou, že takoví jsou všichni muži. Přemýšlí pak nad svými milostnými aférami. Znovu přicházejí Harlekýn, Brighella, Scaramuccio a Truffaldin a přemlouvají Zerbinettu, aby nechala marného přemlouvání Ariadny a raději si mezi nimi zvolila svého miláčka. Zerbinetta volí Harlekýna, čímž si znepřátelí zbylé nápadníky.
Najády oznamují příjezd lodi, na které se plaví Bacchus. Ten se vrací od kouzelnice Kirké. Její kouzla na něho neplatila. Zde na Naxu je ale okouzlen Ariadnou, kterou rovněž považuje za kouzelnici. Snaží se zaplašit její myšlenky na smrt. Ariadna je zmatena a rovněž okouzlena Bacchem a po počátečním váhání jej následuje. Zerbinetta s nápadníky zpívají závěrečnou oslavu na lásku, která zasahuje bohy, stejně jako lidi.

## Provedení
- 2018 – Festival v Aix-en-Provence (plný název Festival international d’art lyrique et l'Académie européenne de musique d’Aix-en-Provence, zkráceně Festival d’Aix-en-Provence), dirigent: Marc Albrecht, režie a choreografie: Katie Mitchell, scéna: Chloé Lamford, kostýmy: Sarah Blenkinsop, zpěváci: Ariadne / Primadonna: Lise Davidsen, Bacchus / Tenor: Eric Cutler, Zerbinetta: Sabine Devieilhe, Skladatel: Angela Brower, Harlekin: Huw Montague Rendall a další, orchestr: Orchestre de Paris.[4][5][6]
- 2024 - Národní divadlo, Praha, na scéně Stavovského dovadla, dirigent: Robert Jindra, režie a choreografie: Sláva Daubnerová, scéna: Lucia Škandíková, kostýmy: Tereza Kopecká, zpěváci: Ariadna: Cornelia Beskow, Bacchus: Magnus Vigilius, Zerbinetta: Ziyi Dai, Skladatel: Arnheiður Eiríksdóttir, Harlekýn: Lukáš Bařák nebo Roman Hoza a další, orchestr Národního divadla. Premiéra 19. ledna 2024[3][7][8]